# Квинт Валерий Соран
Квинт Валерий Соран (на латински: Quintus Valerius Soranus; * 140 – 130 пр.н.е.; † 82 пр.н.е.) e латински поет и политик на Римската република през началото на 1 век пр.н.е. Произлиза от фамилията Валерии, клон Соран, което означава, че е от Сора в Лацио.
Родното му място Сора е близо до Арпино, където е роден Цицерон, с когото фамилията Валерии Сорани е приятел, вероятно са и роднини. Баща е на Квинт Валерий Орка (претор 57 пр.н.е.).
През 82 пр.н.е. той е народен трибун. През тази година консули са Гней Папирий Карбон и Гай Марий Младши.
Екзекутиран е през 82 пр.н.е. по време на проскрипцията през диктатурата на Луций Корнелий Сула.